# Tonicia smithi
Tonicia smithi är en blötdjursart som beskrevs av Eugène Leloup 1980. Tonicia smithi ingår i släktet Tonicia och familjen Chitonidae. Inga underarter finns listade i Catalogue of Life.